# 클레멘테 루소
클레멘테 루소(이탈리아어: Clemente Russo, 1982년 7월 27일~)는 이탈리아의 권투 선수이다. 2008년과 2012년 하계 올림픽에서 헤비급 은메달을 획득했으며, 세계 선수권 대회에서 2회 우승을 차지했다.